# Teološka fakulteta v Ljubljani
Teološka fakulteta v Ljubljani (uradno: Univerza v Ljubljani, Teološka fakulteta; kratica TEOF/TeoF) je fakulteta, ki je članica Univerze v Ljubljani. Je edina teološka visokošolska ustanova v Sloveniji; poleg osnovne enote v Ljubljani (ki se nahaja v zgradbi Alojzijevišča na Poljanski cesti 4) ima še ločeno enoto v Mariboru (ki se nahaja v Andreanumu).
Veliki kancler fakultete je vsakokratni ljubljanski nadškof in metropolit (trenutno msgr. Stane Zore OFM), medtem ko je dekan Tadej Stegu, ki je nadomestil prejšnjega dekana Janeza Vodičarja. Fakulteta izdaja znanstveni reviji Bogoslovni vestnik in Edinost in dialog, publikacije pa v zbirkah Acta ecclesiastica Sloveniae, Acta theologica Sloveniae, Znanstvena knjižnica in Priročniki.

## Zgodovina
Kot ena izmed petih fakultet, ustanoviteljic Univerze v Ljubljani, je bila ustanovljena leta 1919. Med letoma 1949/50 in 18. novembrom 1992 je bila zaradi takratnega režima izključena iz univerze in hkrati izgubila status državne ustanove.

## Magna charta Facultatis
Teološka fakulteta, ki ima svoje korenine v srednjeveških samostanskih in katedralnih sholah ter najodličnejše mesto na prvih univerzah, je tudi na Univerzi v Ljubljani ena od petih ustanovnih fakultet. Njen predhodnik je bil jezuitski kolegij, ki je deloval v Ljubljani v letih 1601 do 1773, vrsta drugih redovnih visokih šol in škofijske teološke šole.
Kot ob svojih začetkih želi Teološka fakulteta tudi na pragu tretjega tisočletja ob stalni skrbi za kvaliteto pedagoškega in raziskovalnega dela razvijati svoj govor o Bogu in človeku, o Božjem učlovečenju in človekovem pobožanstvenju, o stvarstvu in človekovem poseganju vanj, o začetkih vsega in o končnem smislu, o Cerkvi in o življenju v njej.
Opirajoč se na Sveto pismo in izročilo ter upoštevajoč domet človekove misli želi usposobiti svoje študente in študentke za jasen premislek o temah presežnosti in tukajšnjosti, vere in razodetja, kanonskega prava, morale in vzgoje.
Kot katoliška fakulteta sledi avtoriteti cerkvenega učiteljstva in skrbi za intelektualno pripravo kandidatov za duhovništvo ter laiških sodelavcev in sodelavk v Cerkvi in širši družbi.

## Dekani
- Stanko Cajnkar (1950-66, 1967-68)
- Anton Trstenjak (1966-67)
- Vilko Fajdiga (1968-70)
- Maks Miklavčič (1970-71)
- Marijan Smolik (1971-76)
- Franc Perko (1976-78, 1981-84)
- Štefan Steiner (1978-81)
- France Rozman (1984-86)
- Rafko Valenčič (1986-90)
- Metod Benedik (1990-94)
- Janez Juhant (1994-99)
- Anton Stres (1999-2000)
- Bogdan Kolar (2000-08)
- Stanko Gerjolj (2008-2012)
- Christian Gostečnik (2012-2016)
- Robert Petkovšek (2016-2020)
- Janez Vodičar (2020-2024)
- Tadej Stegu (2024-danes)

## Organizacija
Katedre
- Katedra za filozofijo
- Katedra za Sveto pismo in judovstvo
- Katedra za liturgiko
- Katedra za zgodovino Cerkve in patrologijo
- Katedra za psihologijo in sociologijo religije
- Katedra za osnovno bogoslovje in dialog
- Katedra za dogmatično teologijo
- Katedra za moralno teologijo
- Katedra za pastoralno in oznanjevalno teologijo
- Katedra za cerkveno pravo

Inštituti
- Inštitut za Sveto pismo, judovstvo in zgodnje krščanstvo Teološke fakultete v Ljubljani
- Inštitut za bioetiko Teološke fakultete v Ljubljani
- Inštitut za filozofijo in družbeno etiko Teološke fakultete v Ljubljani
- Inštitut za kanonsko-pravne vede Teološke fakultete v Ljubljani
- Inštitut za liturgiko in cerkveno glasbo Teološke fakultete v Ljubljani
- Inštitut za moralno teologijo in duhovna vprašanja sodobne kulture Teološke fakultete v Ljubljani
- Inštitut za patristične študije Teološke fakultete v Ljubljani
- Inštitut za religiologijo, ekumenizem in dialog Teološke fakultete v Ljubljani
- Inštitut za sistematično teologijo Teološke fakultete v Ljubljani
- Inštitut za zgodovino Cerkve Teološke fakultete v Ljubljani
- Pastoralni inštitut Teološke fakultete v Ljubljani
- Pedagoško-katehetski inštitut Teološke fakultete v Ljubljani

## Zaslužni predavatelji in slušatelji
- Anton Strle